# Qatar Stars League 2007-2008
La Qatar Stars League 2007-2008 è la 37ª edizione della massima competizione nazionale per club del Qatar. La squadra campione in carica è l'Al-Sadd.
Alla competizione prendono parte 10 squadre. A fine campionato a diventare campione del Qatar si laurea l'Al-Gharafa.

## Classifica
| Pos              | Club       | P  | W  | D | L  | GF | GA | Pts |
| Qatar (bandiera) | Al-Gharafa | 27 | 20 | 2 | 5  | 72 | 35 | 62  |
| 2                | Al-Sadd    | 27 | 16 | 5 | 6  | 54 | 38 | 53  |
| 3                | Umm-Salal  | 27 | 16 | 2 | 9  | 45 | 36 | 50  |
| 4                | Qatar SC   | 27 | 14 | 4 | 9  | 53 | 38 | 46  |
| 5                | Al-Rayyan  | 27 | 12 | 3 | 12 | 39 | 42 | 39  |
| 6                | Al-Arabi   | 27 | 8  | 9 | 10 | 37 | 35 | 33  |
| 7                | Al-Khor    | 27 | 8  | 4 | 15 | 35 | 48 | 28  |
| 8                | Al-Sailiya | 27 | 7  | 6 | 14 | 33 | 46 | 27  |
| 9                | Al-Wakrah  | 27 | 7  | 6 | 14 | 41 | 67 | 27  |
| 10               | Al-Shamal  | 27 | 5  | 3 | 19 | 27 | 51 | 18  |

## Marcatori
| Gol |  |  | Giocatore           | Squadra    |
| --- |  |  | ------------------- | ---------- |
| 27  |  |  | Clemerson           | Al-Gharafa |
| 18  |  |  | Leonardo Pisculichi | Al-Arabi   |
| 17  |  |  | Sebastián Soria     | Qatar SC   |
| 16  |  |  | Younis Mahmoud      | Al-Gharafa |
| 15  |  |  | Adil Ramzi          | Al-Wakrah  |
| 15  |  |  | Abdoulaye Cissé     | Al-Sailiya |
| 15  |  |  | Thiago Ribeiro      | Al-Rayyan  |
| 13  |  |  | Carlos Tenorio      | Al-Sadd    |
| 13  |  |  | Ali Boussaboun      | Al-Wakrah  |